# Eisenbahnbrücke Eglisau
Die Eisenbahnbrücke Eglisau (auch Rheinbrücke Eglisau) ist eine eingleisige Eisenbahnbrücke über den Rhein in der Schweizer Stadt Eglisau. Sie überführt die Bahnstrecke von Bülach nach Schaffhausen und wurde in den Jahren 1895 bis 1897 durch die damalige Schweizerische Nordostbahn für 980'000 Schweizer Franken erbaut. Die Brücke hat eine Gesamtlänge von 457 Metern und über dem Fluss eine Höhe von 50 Metern. Sie wurde als Kulturgut von regionaler Bedeutung eingestuft und steht unter Denkmalschutz.

Bewachung der Brücke während des Ersten Weltkriegs

Das Bauwerk besteht über dem Rhein aus einer eisernen Fachwerkbrücke, einer 90 Meter langen und 9 Meter hohen genieteten, doppelten Ständerfachwerkkonstruktion, die zum Preis von 280'000 Franken von der Gutehoffnungshütte geliefert wurde. Die Fachwerkbrücke war nach Fertigstellung mit einem Schottertrog ausgestattet. Die Montage dauerte fünf Monate und machte rund ein Drittel der Gesamtkosten von 980'000 Franken aus. Neben dem Mittelteil stehen auf der rechten Rheinseite zwölf mit Lägernkalksteinen gemauerte Steinbögen, deren Gewölbe jeweils eine lichte Weite von 15 Metern aufweisen. Auf der linken Rheinseite, wo das Viadukt im Grundriss gekrümmt ist, sind neun Steinbögen, ebenfalls mit 15 Meter Öffnungsbreite, vorhanden.
Nach der Inbetriebnahme der Brücke wurden an den beiden Gewölben neben der Hauptöffnung Senkungen der Scheitel und Risse festgestellt sowie Bewegungen der Uferpfeiler in Richtung der Fachwerkbrücke gemessen. Ursache war der von den Gewölben hervorgerufene horizontal wirkende Schub auf die 60 Meter hohen Uferpfeiler. Um eine ausreichende Standsicherheit zu gewährleisten, wurde daher 1921 eine Hebelvorrichtung am verschiebbaren Lager der Fachwerkbrücke eingebaut, die eine Aufnahme und Weiterleitung des Gewölbeschubes ermöglicht. 1982 wurde die Brücke grundlegend saniert.

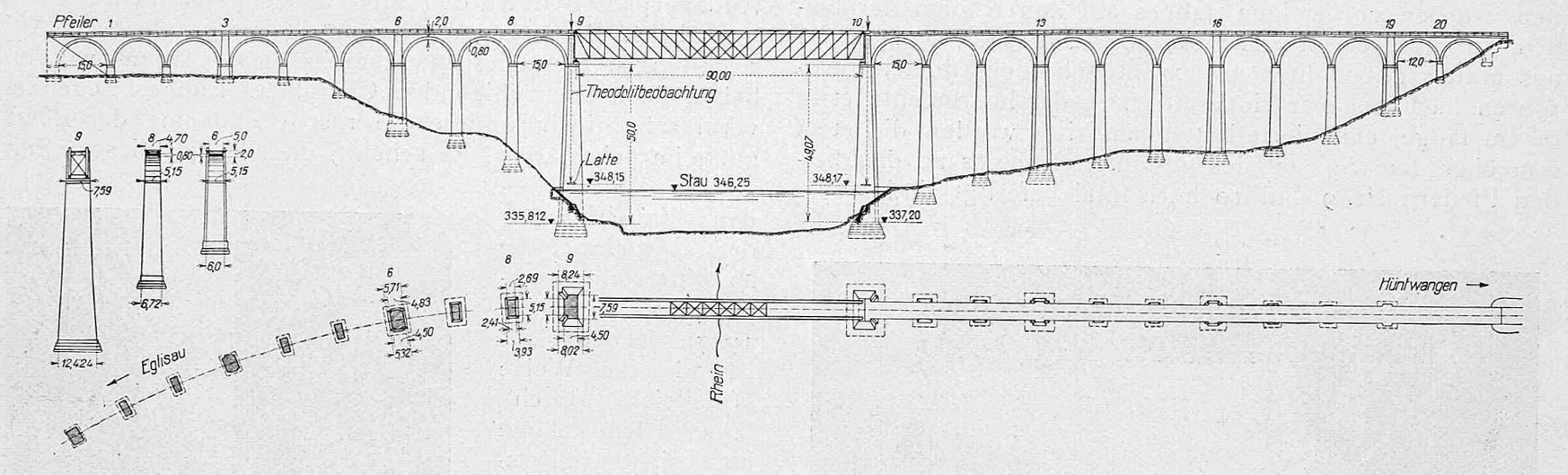
Ansicht, Grundriss und Schnitte der Eisenbahnbrücke Eglisau